# Troy Brauntuch
Troy Brauntuch, né en 1954 à Jersey City, au New Jersey (États-Unis), est un artiste américain.

## Biographie
Troy Brauntuch obtient un baccalauréat en beaux-arts de l'Institut des arts de la Californie en 1975. Après avoir été professeur adjoint à l'université Columbia, il enseigne à l'université du Texas.
Brauntuch a exposé ses œuvres à la Biennale de Whitney 2006  et, en 2000, à l'exposition Modern Art Despite Modernism au Museum of Modern Art. Son travail a été présenté dans deux expositions collectives en 1982, la documenta 7, à Cassel et la Biennale de Venise. En 1977, son travail a fait partie de l'exposition Pictures chez Artists Space.

### Vie privée
Troy Brauntuch habite à Austin, au Texas.

## Récompenses et distinctions
- Bourse Guggenheim (2010)[4]
- National Endowment for the Arts